# Ham Sung-min
Ham Sung-min (hangul: 함성민; nascido em 14 de março de 1998) é um ator sul-coreano. Ele é conhecido por seus papéis em dramas como Sweet Revenge, Save the Family, Gangnam Beauty, Tunnel e All of Us Are Dead. Ele também apareceu em filmes como Yeom-lyeok, Dorihwaga, Jo-eun-chin-goo-deul, Gunhamdo e Missing: Sarajin yeoja.

## Filmografia

### Séries de televisão
| Ano  | Título                                 | Personagem                      |
| ---- | -------------------------------------- | ------------------------------- |
| 2005 | Golden Apple                           | Criança                         |
| 2008 | Aquarius                               | Criança pequena                 |
| 2011 | Six-fingered Boy                       | Hyun-jin                        |
| 2013 | Basketball                             | Sung-min                        |
| 2013 | Pure Love                              | Estudante                       |
| 2013 | Don't Look Back: The Legend of Orpheus | Lee-yu                          |
| 2013 | Golden Rainbow                         | Jeong-woo                       |
| 2015 | Unkind Ladies                          | Estudante                       |
| 2015 | Save the Family                        | Lee Jung-su                     |
| 2016 | Pied Piper                             | Cliente do Café PC              |
| 2016 | Nightmare Teacher                      | Ahn Byung-jin                   |
| 2016 | Memory                                 | Kwon Myung-soo                  |
| 2016 | Blow Breeze                            | Kim Deok-cheon                  |
| 2016 | Guardian: The Lonely and Great God     | Soldado norte-coreano           |
| 2017 | Tunnel                                 | Jung Ho-yeong                   |
| 2017 | Sweet Revenge                          | Lee Kang-min                    |
| 2018 | Gangnam Beauty                         | Jung Dong-won                   |
| 2018 | Clean with Passion for Now             | Colecionador de bonecos de ação |
| 2019 | Voice 3                                | Pyo Hyun-soo                    |
| 2019 | Doctor John                            | Yoon Sung-gyu                   |
| 2019 | Birthday Letter                        | Joo Geung-kae                   |
| 2019 | Love Alarm                             | Estudante intimidado            |
| 2020 | Nobody Knows                           | Amigo de Lee Young-shik         |
| 2020 | Sweet Home                             | Park Ju-yeong                   |
| 2022 | All of Us Are Dead                     | Han Gyeong-su                   |
| 2023 | Revenant                               | Yeom Hae-sang                   |

### Cinema
| Ano  | Título                     | Título                  | Personagem                      |
| Ano  | Inglês                     | Coreano                 | Personagem                      |
| ---- | -------------------------- | ----------------------- | ------------------------------- |
| 2007 | Two Faces of My Girlfriend | 두 얼굴의 여친          | Garoto jovem                    |
| 2008 | The ESP Couple             | 초감각 커플             | Young Su-min                    |
| 2008 | A Frozen Flower            | 쌍화점                  | Seong-min                       |
| 2009 | Secret                     | 시크릿                  | Garoto                          |
| 2013 | South Bound                | 남쪽으로 튀어           | Hyuk-yi                         |
| 2014 | Confession                 | 좋은 친구들             | Min-soo                         |
| 2014 | Ocean Calls                | 오션 콜                 | Joon-seok                       |
| 2014 | End of Deadline            | 마감일의 끝             | Min-soo                         |
| 2014 | The Tunnel                 | 터널 3D                 | Garoto pequeno                  |
| 2015 | The Piper                  | 손님                    | Dong-chun                       |
| 2015 | The Sound of a Flower      | 도리화가                | Discípulo do Templo Dongrijeong |
| 2016 | Great Patrioteers          | 우리 손자 베스트        | Neto favorito                   |
| 2016 | Missing                    | 미씽: 사라진 여자       | Menino em uniforme escolar      |
| 2016 | Queen of Walking           | 걷기왕                  | Aluno da turma                  |
| 2016 | Proof of Innocence         | 특별수사: 사형수의 편지 | Jeong-ho                        |
| 2016 | A Melody To Remember       | 오빠 생각               | Jin-wook                        |
| 2017 | The Battleship Island      | 군함도                  | Grupo de Bok-jin                |
| 2018 | Psychokinesis              | 염력                    | Pequeno trabalhador             |
| 2019 | Sunkist Family             | 썬키스트 패밀리         | Kim Chi-gon                     |